# Egymás szemében
Az Egymás szemében a TV2 párkapcsolati talkshow-ja.
A műsor 2017. február 27-én indult el a TV2-n. A műsorvezetője Jakupcsek Gabriella volt.
A műsor 5 rész után véget ért.

## Története
2017. január 27-én a Blikk nevű napilapban bejelentették, hogy a TV2 egy újabb párkapcsolati talkshow-t indít Jakupcsek Gabriella műsorvezetésével.   2017. február 8-án a TV2 Csoport tavaszi műsorrendjében kiderült, hogy a műsor címe Egymás szemében lesz. Néhány nappal később a TV2  bejelentette a műsor kezdési időpontját. A műsor 2017. február 27-én indult el útjára. Mivel a műsor rossz nézettséggel ment, így a műsorát egy hónappal az indulás után, 2017. március 27-én sugározták utoljára a képernyőn.